# Савольделли, Паоло
Паоло Савольделли (итал. Paolo Savoldelli; род. 7 мая 1973, Клузоне, Ломбардия) — итальянский профессиональный шоссейный велогонщик, двукратный победитель Джиро д’Италия.

## Биография
С ранних лет Паоло решил пойти по стопам отца Джузеппе и дяди по материнской линии, став велогонщиком. В первых любительских соревнованиях Савольделли принял участие в 14 лет. В то же время он подрабатывал маляром.

### Первые профессиональные годы
Первый профессиональный контракт Савольделли подписал в 1996 году с командой Roslotto - ZG Mobili, спортивным директором которой был титулованный классик Морено Арджентин. Уже в первом сезоне итальянец показал, что обладает неплохим потенциалом многодневщика, завершив свой первый Тур де Франс на достаточно высокой 33-й позиции, при этом на тяжёлом горном этапе до Супер-Бесс Паоло смог замкнуть пятёрку сильнейших.
В 1997 году Савольделли подтвердил свой потенциал, став 13-м на Джиро и третьим на 15-м этапе. В этом же году Паоло одержал свою первую победу, выиграв этап на малоизвестной немецкой гонке Hofbrau Cup.
1998 год Савольделли начал в составе одной из сильнейших команд конца девяностых — Saeco. В этом сезоне Паоло выиграл этап и общую классификацию на Джиро дель Трентино, а на Джиро впервые в карьере поднимается в десятку, став девятым.

### Победы на Джиро
В следующем году Савольделли защитил звание сильнейшего на Джиро дель Трентино, а на Джиро смог бросить вызов Ивану Готти и Джильберто Симони. В общем зачёте Паоло стал вторым, проиграв Готти чуть более трёх минут и выиграв секунду у Симони. На этой гонке Савольделли выиграл свой первый этап на Джиро, одержав победу на 14-м этапе благодаря умению филигранно проходить спуски. Именно после этого этапа Паоло получил прозвище Сокол.
На Джиро 2000 года Савольделли приехал в качестве одного из основных фаворитов, собрав богатый урожай побед на весенних многодневках. Итальянскую многодневку Паоло начал достаточно успешно, но на одном из этапов попал в завал, который не позволил ему бороться за победу в общем зачёте. Джиро он закончил 24-м, а Тур де Франс — 41-м. Не слишком удачным для Савольделли вышел и 2001 год, когда он вновь не попал в десятку общего зачета на Джиро из-за того, что был вынужден участвовать в финишных разгонах Марио Чиполлини.
В 2002 году Паоло перешёл в континентальную команду Index Alexia, которая гарантировала ему капитанскую должность на итальянской многодневке. Большую часть времени Савольделли находился в тени других гонщиков, но на 17-м этапе он вышел в лидеры общего зачёта, а на финальной разделке смог удержать своё преимущество, впервые выиграв итальянскую многодневку.
После своего успеха в 2003 году Паоло перешёл в немецкую команду T-Mobile, в составе которой провел два года. Однако в немецкой велогруппе итальянца преследовал злой рок — в 2003 году на предсезонных итальянец попал под мотоцикл и получил множественные переломы, которые перечеркнули его сезон. А в следующем сезоне Паоло получил травму кисти, которая не позволила ему стартовать на Тур де Франс и Вуэльте.
2005 год Паоло начал в составе Discovery Channel, в которой ему отводилась роль помощника Лэнса Армстронга на Туре. Но на старт Джиро Савольделли вышел в ранге капитана. Уже на первом горном этапе он подтвердил свою отличную форму, обойдя Ивана Бассо и Джильберто Симони в финишном спурте. В общем зачёте Il Falco расположился на второй позиции в нескольких секундах позади Бассо, а после того, как тот не смог бороться за победу из-за желедочной инфекции, Паоло стал лидером общего зачёта. На последнем горном этапе острая атака Джильберто Симони чуть было не лишила Савольделли победы, но он смог удержать минимальное преимущество в 28 секунд.
В этом же году Савольделли выиграл и один из этапов на французском Туре, который он закончил на 25-м месте, несмотря на то, что был помощником Лэнса Армстронга.
В 2006 году Паоло предпринял попытку защитить своё чемпионское звание и даже выиграл пролог Джиро, но составить конкуренцию Ивану Бассо не смог, став пятым, но с семнадцатиминутным отставанием от победителя гонки.

### Окончание карьеры
В 2007 году Паоло выступал в составе команды Astana. Несмотря на удачную весеннюю часть сезона, за общий зачёт Джиро побороться у Паоло не получилось из-за падения; зато итальянец смог выиграть гонку с раздельным стартом на предпоследнем этапе. На Туре Савольделли должен был выступать в качестве грегари для Александра Винокурова, но после допингового скандала был вынужден завершить гонку досрочно.
Свой последний сезон Савольделли провел в составе команде LPR Brakes и после 15-го места на Джиро он принял решение завершить карьеру в возрасте 35 лет.

## Личная жизнь
Пауло Савольделли женат на Симонетте. В семье растут две дочери: Марика (2002) и Джулия (25.06.2006).